# 2. mehanizirana bojna "Pume"
2. mehanizirana bojna "Pume" postrojba je u sastavu Gardijske oklopno mehanizirane brigade Oružanih snaga Republike Hrvatske. Jedna je od dvije najveće postrojbe GOMBR-a, nastaloj preustrojem 2007. godine. 
Krajem 2008. godine, iz Varaždina je preselila u vojarnu u Našicama. Nakon deset godina Pume su se 184 kilometra dugom hodnjom u sedam dionica, organiziranom u čast poginulih hrvatskih branitelja, vratile u Varaždin. Hodnja je prema jednoj operaciji iz Domovinskog rata nazvana "Pumin skok 18", a započela je 12. prosinca i završena 18. prosinca 2018. godine.
Bojna se sastoji od šest satnija, od kojih su tri mehanizirane. Uz njih imaju i Satniju za vatrenu potporu, Zapovjednu satniju, Logističku satniju i Zapovjedništvo bojne.